# Borșcivka, Teofipol
Borșcivka (în ucraineană Борщівка) este localitatea de reședință a comunei Borșcivka din raionul Teofipol, regiunea Hmelnîțkîi, Ucraina.

## Demografie
Componența lingvistică a localității Borșcivka
     Ucraineană (100%)
Conform recensământului din 2001, toată populația localității Borșcivka era vorbitoare de ucraineană (100%).